# Bartosch Gaul
Bartosch Gaul (* 5. Oktober 1987 in Bytów) ist ein deutsch-polnischer Fußballtrainer. Derzeit ist er Assistenztrainer bei RB Leipzig.

## Karriere

### Im Nachwuchs von Schalke 04
Zur Saison 2008/09 wurde Gaul Co-Trainer von Dirk Reimöller in der Schalker U17, die er bis 2010 mit Reimöller betreute. Im Anschluss arbeitete er für zwei Saisons als Chef-Trainer in der Schalker Jugend, bevor er im Juli 2012 Co-Trainer von Norbert Elgert bei der Schalker A-Jugend wurde. In seiner letzten Saison in dieser Funktion (2014/15) gewann die A-Jugend um den späteren deutschen Nationalspieler Thilo Kehrer die Deutsche Meisterschaft im Finale gegen die TSG 1899 Hoffenheim.

### Mainz 05
Im Juli 2015 wurde Gaul Trainer in der Jugendabteilung des 1. FSV Mainz 05 und war während dieser Tätigkeit bis Ende Juni 2017 parallel Sportkoordinator. Die Jugendtrainertätigkeit übte Gaul bis Ende Juni 2018 aus. In dieser Zeit absolvierte er gemeinsam mit Dimitrios Grammozis, Robert Klauß, Markus Krösche, Lukas Kwasniok und Christian Neidhart den Fußball-Lehrer-Lehrgang beim Deutschen Fußball Bund. Ab der Saison 2018/19 wurde er Trainer der U23 der Mainzer in der Regionalliga Südwest. In dieser Funktion betreute er die Mannschaft in 135 Spielen bis Ende Juni 2022.

### Trainer von Górnik Zabrze
Von 2022 bis 2023 war Gaul als Trainer des polnischen Erstligisten Górnik Zabrze tätig, für den der Fußball-Weltmeister 2014 Lukas Podolski spielt.

### RB Leipzig
Am 1. Februar 2024 wurde Gaul als "Leiter Leistungsbereich U15 bis U19" bei RB Leipzig angestellt und arbeitete unter der Leitung von Manuel Baum.
Durch die Entlassung von Marco Rose mit seinem Trainerstab um Alexander Zickler, Marco Kurth und Frank Geideck wurde Gaul am 15. April 2025 zum Assistenztrainer der Profimannschaft befördert.